# Super Formula Lights 2023
La Super Formula Lights 2023 è stata la quarta stagione del campionato Super Formula Lights, serie propedeutica della Super Formula che ha sostituito nel 2020 l'All-Japan Formula Three Championship. Il campionato è considerato di secondo livello nelle corse di Formula in Giappone. La stagione è iniziata il 19 maggio sul Circuito di Autopolis e si conclusa il 12 novembre sul Circuito di Motegi.

## Calendario
Il calendario per la stagione 2023 viene annunciato a fine maggio del anno precedente, diversamente dal passato la serie inizierà sei settimane più tardi e solo tre eventi si terranno in concomitanza con la Super Formula 2023.   
| Gare | Circuito                                   | Date                 |
| ---- | ------------------------------------------ | -------------------- |
| 1    | Autopolis, Hita                            | 19–21 maggio         |
| 2    | Sportsland Sugo, Murata                    | 16–18 giugno         |
| 3    | Suzuka International Racing Course, Suzuka | 30 giugno – 2 luglio |
| 4    | Fuji Speedway, Oyama                       | 14–16 luglio         |
| 5    | Okayama International Circuit, Mimasaka    | 8–10 settembre       |
| 6    | Mobility Resort Motegi, Motegi             | 17-19 novembre       |

## Team e Piloti
Tutti i team competono nella serie con la Dallara 320, stessa vettura utilizzata nel campionato Euroformula Open.
| Team              | Motori        | #  | Pilota         | Round    |
| ----------------- | ------------- | -- | -------------- | -------- |
| TOM'S             | TOM'S         | 1  | Hibiki Taira   | Tutti    |
| TOM'S             | TOM'S         | 35 | Seita Nonaka   | Tutti    |
| TOM'S             | TOM'S         | 36 | Yuga Furutani  | Tutti    |
| TOM'S             | TOM'S         | 37 | Enzo Trulli    | Tutti    |
| Toda Racing       | Spiess Tuning | 2  | Syun Koide     | Tutti    |
| B-Max Racing Team | Spiess Tuning | 4  | Nobuhiro Imada | 1–2, 4–6 |
| B-Max Racing Team | Spiess Tuning | 4  | Togo Suganami  | 3        |
| B-Max Racing Team | Spiess Tuning | 50 | Iori Kimura    | Tutti    |
| B-Max Racing Team | Spiess Tuning | 51 | David Vidales  | Tutti    |
| B-Max Racing Team | Spiess Tuning | 52 | Igor Fraga     | Tutti    |
| B-Max Racing Team | Spiess Tuning | 53 | Takashi Hata   | 1–3, 5   |
| B-Max Racing Team | Spiess Tuning | 53 | Togo Suganami  | 4, 6     |
| B-Max Racing Team | TOMEI Engine  | 30 | Ryuji Kumita   | Tutti    |
| Rn-sports         | Spiess Tuning | 10 | Yuui Tsutsumi  | 1-4      |
| Rn-sports         | Spiess Tuning | 10 | Sota Ogawa     | 6        |

## Risultati
| Round | Round | Circuito  | Pole position | Giro Veloce   | Vincitore     | Team              | Note   |
| ----- | ----- | --------- | ------------- | ------------- | ------------- | ----------------- | ------ |
| 1     | G1    | Autopolis | Iori Kimura   | Iori Kimura   | Iori Kimura   | B-Max Racing Team | [ 9 ]  |
| 1     | G2    | Autopolis | Iori Kimura   | Iori Kimura   | Iori Kimura   | B-Max Racing Team | [ 9 ]  |
| 1     | G3    | Autopolis |               | Iori Kimura   | Iori Kimura   | B-Max Racing Team | [ 9 ]  |
| 2     | G4    | Sugo      | Hibiki Taira  | Hibiki Taira  | Hibiki Taira  | TOM'S             | [ 10 ] |
| 2     | G5    | Sugo      | Hibiki Taira  | Iori Kimura   | Hibiki Taira  | TOM'S             | [ 10 ] |
| 2     | G6    | Sugo      |               | Seita Nonaka  | Igor Fraga    | B-Max Racing Team | [ 10 ] |
| 3     | G7    | Suzuka    | Hibiki Taira  | Igor Fraga    | Togo Suganami | B-Max Racing Team | [ 11 ] |
| 3     | G8    | Suzuka    | Iori Kimura   | Iori Kimura   | Iori Kimura   | B-Max Racing Team | [ 11 ] |
| 3     | G9    | Suzuka    |               | Hibiki Taira  | Hibiki Taira  | TOM'S             | [ 11 ] |
| 4     | G10   | Fuji      | Enzo Trulli   | Enzo Trulli   | Enzo Trulli   | TOM'S             | [ 12 ] |
| 4     | G11   | Fuji      | Hibiki Taira  | Hibiki Taira  | Syun Koide    | Toda Racing       | [ 12 ] |
| 4     | G12   | Fuji      |               | Iori Kimura   | Enzo Trulli   | TOM'S             | [ 12 ] |
| 5     | G13   | Okayama   | Syun Koide    | Syun Koide    | Syun Koide    | Toda Racing       | [ 13 ] |
| 5     | G14   | Okayama   | Igor Fraga    | Hibiki Taira  | Syun Koide    | Toda Racing       | [ 13 ] |
| 5     | G15   | Okayama   |               | Syun Koide    | Syun Koide    | Toda Racing       | [ 13 ] |
| 6     | G16   | Motegi    | Iori Kimura   | Iori Kimura   | Iori Kimura   | B-Max Racing Team | [ 14 ] |
| 6     | G17   | Motegi    | Iori Kimura   | Iori Kimura   | Iori Kimura   | B-Max Racing Team | [ 14 ] |
| 6     | G18   | Motegi    |               | Togo Suganami | Togo Suganami | B-Max Racing Team | [ 14 ] |

## Classifiche
I punti saranno assegnati come segue:
| 1  | 2 | 3 | 4 | 5 | 6 | PP | GV |
| -- | - | - | - | - | - | -- | -- |
| 10 | 7 | 5 | 3 | 2 | 1 | 1  | 1  |

Come da regolamento sono presenti gli scarti, ovvero i quattro peggiori risultati di ogni pilota non vengono considerati.

### Classifica Piloti
| Pos | Piloti         | AUT | AUT | AUT | SUG | SUG | SUG | SUZ | SUZ | SUZ | FUJ | FUJ | FUJ | OKA | OKA | OKA | MOT | MOT | MOT | Punti |
| --- | -------------- | --- | --- | --- | --- | --- | --- | --- | --- | --- | --- | --- | --- | --- | --- | --- | --- | --- | --- | ----- |
| 1   | Iori Kimura    | 1   | 1   | 1   | 3   | 2   | 8   | 11  | 1   | 5   | 6   | 2   | 3   | 11  | 3   | 6   | 1   | 1   | 2   | 113   |
| 2   | Hibiki Taira   | 2   | 6   | 2   | 1   | 1   | 12  | 2   | 2   | 1   | 3   | 3   | 2   | 5   | 4   | 4   | 4   | 5   | 3   | 102   |
| 3   | Syun Koide     | 5   | 2   | 5   | 4   | 3   | 3   | 4   | 5   | 6   | 4   | 1   | 7   | 1   | 1   | 1   | 7   | 3   | 8   | 81    |
| 4   | Igor Fraga     | Rit | 4   | 7   | 2   | 6   | 1   | Rit | 9   | 7   | 8   | 4   | 8   | 2   | 2   | 2   | 3   | 2   | 4   | 62    |
| 5   | Enzo Trulli    | 7   | 7   | 6   | 5   | 4   | 2   | 5   | 7   | 4   | 1   | DSQ | 1   | 7   | Rit | 5   | 8   | 6   | 6   | 44    |
| 6   | Togo Suganami  |     |     |     |     |     |     | 1   | 8   | 2   | 5   | 7   | 5   |     |     |     | 2   | 11  | 1   | 39    |
| 7   | Seita Nonaka   | 6   | 5   | 10  | 6   | 9   | 4   | 3   | 3   | 3   | 7   | 6   | 9   | 3   | 5   | Rit | 5   | 4   | 7   | 36    |
| 8   | Yuga Furutani  | 3   | 3   | 3   | Ret | 8   | 7   | 7   | 4   | 8   | 9   | Rit | 6   | 6   | 6   | 7   | 6   | 8   | 5   | 24    |
| 9   | David Vidales  | 4   | Rit | 4   | 11  | 5   | 6   | 6   | 6   | 10  | Rit | 10  | 10  | 4   | 7   | 3   |     |     |     | 19    |
| 10  | Yuui Tsutsumi  | 8   | 8   | 8   | 7   | 7   | 5   | 9   | 10  | 9   | 2   | 5   | 4   |     |     |     |     |     |     | 14    |
| 11  | Sota Ogawa     |     |     |     |     |     |     |     |     |     |     |     |     |     |     |     | 9   | 7   | 9   | 0     |
| 12  | Nobuhiro Imada | 9   | 10  | 11  | 8   | 10  | 11  |     |     |     | 10  | 8   | 11  | 8   | 9   | 8   | 10  | 9   | 10  | 0     |
| 13  | Dragon         | 10  | 9   | 9   | 9   | 11  | 9   | 10  | 12  | 12  | 11  | 9   | 12  | 9   | 8   | 9   | 11  | 10  | 11  | 0     |
| 14  | Takashi Hata   | 11  | DNS | DNS | 10  | Rit | 10  | 8   | 11  | 11  |     |     |     | 10  | 10  | 10  |     |     |     | 0     |
| Pos | Piloti         | AUT | AUT | AUT | SUG | SUG | SUG | SUZ | SUZ | SUZ | FUJ | FUJ | FUJ | OKA | OKA | OKA | MOT | MOT | MOT | Punti |

### Classifica team
Solo il miglior pilota di una squadra ha diritto ai punti.
| Pos | Piloti            | Punti |
| --- | ----------------- | ----- |
| 1   | B-Max Racing Team | 146   |
| 2   | TOM'S             | 117   |
| 3   | Toda Racing       | 78    |
| 4   | Rn-sports         | 14    |
| Pos | Piloti            | Punti |